# Erica fontensis
Erica fontensis är en ljungväxtart som beskrevs av Salter. Erica fontensis ingår i släktet klockljungssläktet, och familjen ljungväxter. Inga underarter finns listade i Catalogue of Life.